# Alvaro Henry
Alvaro Valentino Djevano Henry (Amsterdam, 14 februari 2005) is een Nederlands voetballer van Surinaamse afkomst die als verdediger voor SV Lafnitz speelt.

## Carrière
Alvaro Henry speelde in de jeugd van FC Utrecht en AFC Ajax, waar hij in 2021 een contract tot medio 2024 tekende. Hij debuteerde in het betaald voetbal voor Jong Ajax op 13 januari 2023, in de met 3-0 verloren uitwedstrijd tegen De Graafschap. Hij kwam in de 59e minuut in het veld voor Gabriel Misehouy. Ook in de uitwedstrijd tegen VVV-Venlo mocht hij invallen. In het seizoen erna, 2023/24, kwam hij tot tien wedstrijden. Nadat zijn contract in 2024 afliep, maakte hij transfervrij de overstap naar het Oostenrijkse SV Lafnitz, actief op het tweede niveau.

### Statistieken
| Seizoen                        | Club           | Land           | Competitie     | Competitie | Competitie | Beker | Beker | Totaal | Totaal |
| Seizoen                        | Club           | Land           | Competitie     | Wed.       | Dlp.       | Wed.  | Dlp.  | Wed.   | Dlp.   |
| ------------------------------ | -------------- | -------------- | -------------- | ---------- | ---------- | ----- | ----- | ------ | ------ |
| 2022/23                        | Jong Ajax      | Nederland      | Eerste divisie | 2          | 0          | –     | –     | 2      | 0      |
| 2023/24                        | Jong Ajax      | Nederland      | Eerste divisie | 10         | 0          | –     | –     | 10     | 0      |
| 2024/25                        | SV Lafnitz     | Oostenrijk     | 2. Liga        | 3          | 0          | 2     | 0     | 5      | 0      |
| Carrièretotaal                 | Carrièretotaal | Carrièretotaal | Carrièretotaal | 15         | 0          | 2     | 0     | 17     | 0      |
| Bijgewerkt op 3 september 2024 |                |                |                |            |            |       |       |        |        |